# Hyloscirtus
Genre
Synonymes
- Hylonomus Peters, 1882 nec Dawson, 1860

Hyloscirtus est un genre d'amphibiens de la famille des Hylidae.

## Répartition
Les 20 espèces de ce genre se rencontrent en Amérique centrale et en Amérique du Sud.

## Liste des espèces
Selon Amphibian Species of the World (11 juin 2023) :
- Hyloscirtus albopunctulatus (Boulenger, 1882)
- Hyloscirtus alytolylax (Duellman, 1972)
- Hyloscirtus bogotensis Peters, 1882
- Hyloscirtus callipeza (Duellman, 1989)
- Hyloscirtus colymba (Dunn, 1931)
- Hyloscirtus denticulentus (Duellman, 1972)
- Hyloscirtus diabolus Rivera-Correa, García-Burneo & Grant, 2016
- Hyloscirtus estevesi (Rivero, 1968)
- Hyloscirtus jahni (Rivero, 1961)
- Hyloscirtus lascinius (Rivero, 1970)
- Hyloscirtus lynchi (Ruiz-Carranza & Ardila-Robayo, 1991)
- Hyloscirtus mashpi (Guayasamin, Rivera-Correa, Arteaga-Navarro, Culebras, Bustamante, Pyron, Peñafiel, Morochz & Hutter, 2015)
- Hyloscirtus palmeri (Boulenger, 1908)
- Hyloscirtus phyllognathus (Melin, 1941)
- Hyloscirtus piceigularis (Ruiz-Carranza & Lynch, 1982)
- Hyloscirtus platydactylus (Boulenger, 1905)
- Hyloscirtus sarampiona (Ruiz-Carranza & Lynch, 1982)
- Hyloscirtus sethmacfarlanei (Reyes-Puig, Recalde, Recalde, Koch, Guayasamin, Cisneros-Heredia, Jost et Yánez-Muñoz, 2022)
- Hyloscirtus simmonsi (Duellman, 1989)
- Hyloscirtus torrenticola (Duellman & Altig, 1978)

## Publications originales
- Peters, 1882 : Eine neue Gattung von Batrachiern, Hylonomus, aus Bogotá vor. Sitzungsberichte der Gesellschaft Naturforschender Freunde zu Berlin, vol. 1882, no 7, p. 107-109 (texte intégral).
- Peters, 1882 : Den Namen der Batrachiergattung Hylonomus in Hyloscirtus zu ändern und legte zwei neue Arten von Schlangen, Microsoma notatum, und Liophis ygraecum. Sitzungsberichte der Gesellschaft naturforschender Freunde zu Berlin, vol. 1882, no 8, p. 127-129 (texte intégral).